# نبيذ بورت

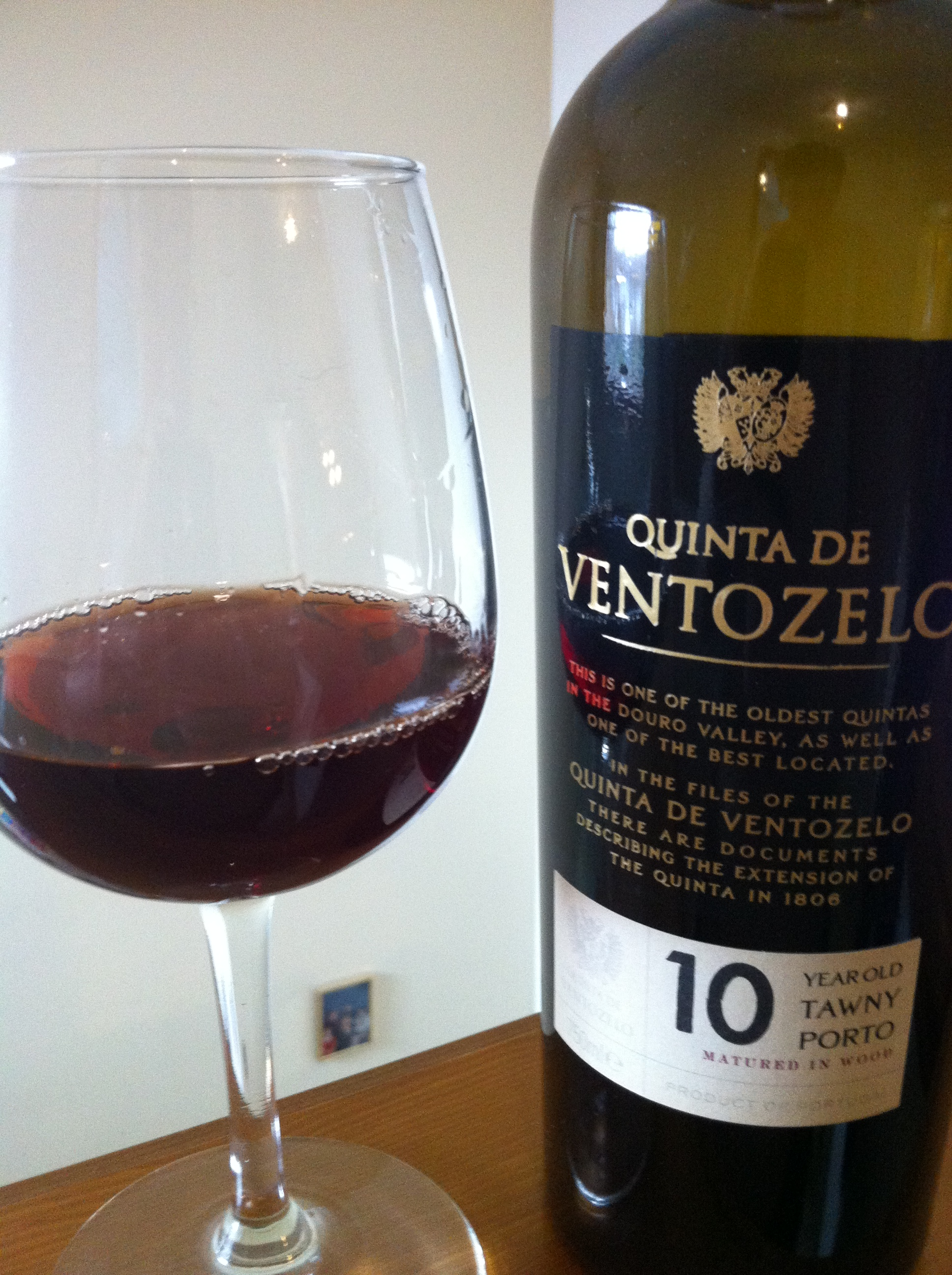
نبيذ بورت معتق من 10 سنوات

نبيذ بورت أو نبيذ بورتو (بالإنجليزية: Port wine)‏ (بالبرتغالية: Vinho do Porto‏) هو نبيذ برتغالي مقوى كان إنتاجُه محصور بوادي دويرو في المقاطعات الشمالية في البرتغال. وهو عادةً حلو، وهو نبيذ أحمر، وفي كثير من الأحيان يكون نبيذ مُحلى على الرغم من أنه يأتي أيضاً جاف وشبه جاف، كما يوجد مِنه أصناف بيضاء.
يُنتج نبيذ بورت حالياً خارج البرتغال أيضاً، وخصوصاً في أستراليا وفرنسا وجنوب أفريقيا وكندا والهند والأرجنتين والولايات المتحدة. وتسميته محمية من الإتحاد الأوروبي باسم بورت أو بورتو. في الولايات المتحدة يُسمى نبيذ «بورت» وقد يستورد من أي مكان في العالم.